# Rookie (Red Velvet歌曲)
《Rookie》是韓國女子音樂組合Red Velvet第四张同名迷你專輯《Rookie》的主打曲，於2017年2月1日發行。
歌曲主要由美国製作团队The Colleagues填写。《Rookie》是一首擁有強烈低音節奏Groove的流行舞曲，將心愛的人比喻成rookie。
2月1日韓國0時，釋放MV。音源公開1小時後，《Rookie》佔據韓國音源網站Genie-Mnet-Melon-Naver-Monkey3實時榜單一位，Olleh實時榜單二位，Soribada-Bugs實時榜單三位。在Rookie的M/V發布後七小時內，點擊量達到一百萬，隨後在M/V發布後的12小時內達到兩百萬的點擊量，17小時內達到三百萬的點擊量。為Red Velvet音樂錄影帶史上最快。《Rookie》在SBS MTV《THE SHOW》獲得回歸初一位，其後在各個音樂節目連續登冠，在粉絲的熱烈反響中成為9冠王。